# Confagricoltura
Confagricoltura (Confederazione Generale dell'Agricoltura Italiana) è una delle principali organizzazioni degli agricoltori in Italia, oltre che la più antica per data di costituzione avendo celebrato il 28 settembre 2020 il suo centenario.

## Descrizione
Confagricoltura è la più antica organizzazione di tutela e rappresentanza delle imprese agricole, impegnata nello sviluppo delle stesse e del settore primario in generale, a beneficio della collettività, dell’economia, dell’ambiente e del territorio.

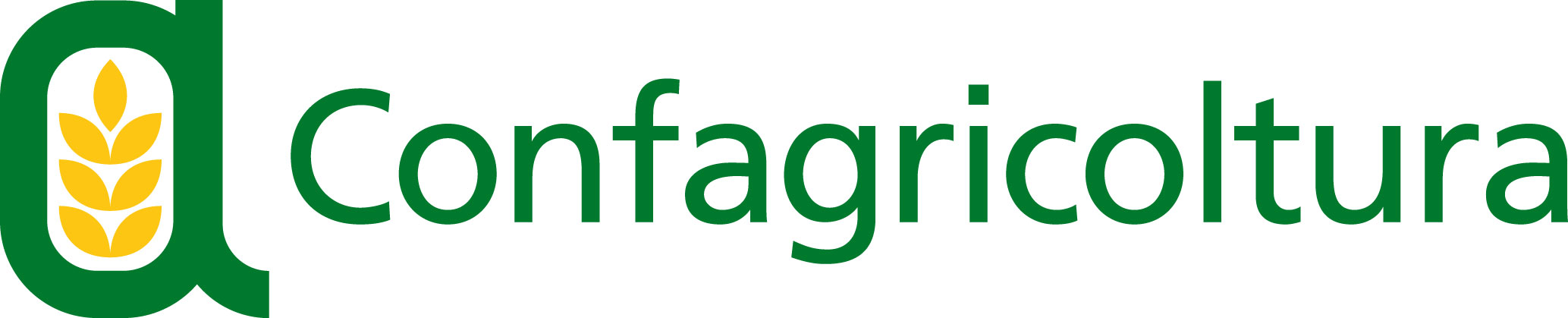
Confagricoltura

La Confederazione promuove l'innovazione, la sostenibilità delle pratiche agricole e l'accesso ai mercati interni e internazionali, con particolare attenzione alla salvaguardia del reddito degli agricoltori. Si impegna per l’evoluzione della normativa del settore, la semplificazione burocratica e il superamento dei gap strutturali che limitano la competitività; sostiene, inoltre, la riorganizzazione del sistema produttivo in un’ottica di aggregazioni e reti e per la tutela il Made in Italy.
La sede nazionale è a Roma, a Palazzo della Valle, ma è anche presente a Bruxelles. In Italia vanta una fitta rete di sedi territoriali. 

## La storia
Nel 1861, dopo l’Unità d’Italia, non esisteva un'associazione nazionale di rappresentanza per gli agricoltori. Durante l’età giolittiana l’associazionismo si realizzò con la Società degli Agricoltori Italiani – SAI (Roma, 1895), che svolgeva funzioni di organizzazione economica e di gruppo di pressione politica, e la Confederazione Nazionale Agraria – CNA (Bologna, 1910), con funzioni di contrattazione sindacale.
Dopo la fine della prima guerra mondiale fu costituita la Confederazione Generale dell'Agricoltura - Confagricoltura (Roma, 1920), la prima associazione agricola italiana con funzioni unitarie di rappresentanza economica, politica e sindacale, in cui confluirono la SAI e la CNA.
Superato il centenario dalla sua fondazione, Confagricoltura, oltre a svolgere le funzioni di natura economica, politica e sindacale, offre una vasta gamma di servizi alle imprese agricole.

## La sede nazionale

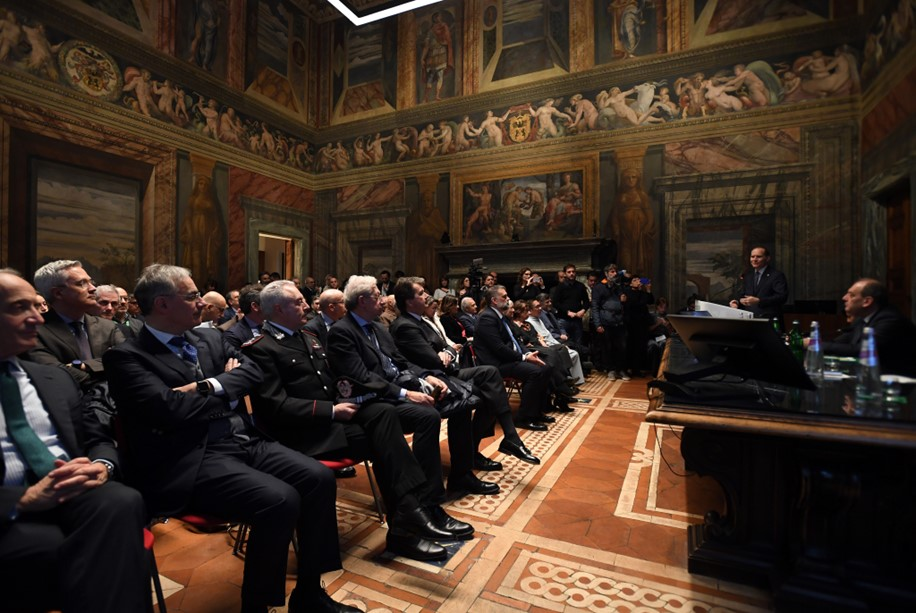
Sala Serpieri

Il palazzo, sede attuale di Confagricoltura, fu costruito intorno al 1510 per volere del cardinale Andrea della Valle, vescovo di Crotone e Mileto, umanista e mecenate. All’epoca, si trovava lungo la via Papalis (oggi Corso Vittorio Emanuele II), percorso utilizzato per i cortei papali. La sua struttura nacque dall'unione di edifici preesistenti di proprietà della famiglia della Valle, tra cui un portico medievale, visibile accanto all'ingresso, riportato alla luce dai restauri del 1941. Questi edifici furono quasi totalmente ricostruiti dopo l'abbattimento ordinato da Papa Sisto IV nel 1484, conseguente alla sconfitta subita dalla Casa della Valle e Casa Colonna ad opera della Famiglia Orsini in una delle frequenti faide cittadine.

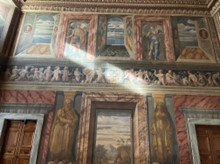
Dettaglio della Sala Serpieri

Secondo il Vasari, la progettazione del cortile, delle stalle e della facciata interna fu attribuita al Lorenzetto (1494-1541), allievo di Raffaello. Altri storici indicano invece Andrea Sansovino o Antonio da Sangallo il Giovane come architetti. Il cortile rettangolare si caratterizza per un ordine di arcate sorrette da colonne di marmo e granito grigio, provenienti da edifici dell'antica Roma. Agli inizi del ‘600 l’edificio fu ampliato fino a formare angolo su piazza della Valle. Nei primi anni del secolo successivo si aggiunse un piano, così come appare oggi. Dopo diversi passaggi di proprietà nel corso dei secoli, nel 1948, Palazzo della Valle divenne la sede della Confagricoltura, che nel 2023 ha provveduto al restauro conservativo delle facciate e del piano nobile.
All'interno, al primo piano, si trova la Sala Serpieri, dedicata ad Arrigo Serpieri, prestigiosa sala che ospita convegni e conferenze. Il soffitto a cassettoni, decorato con rosoni, girali e putti dorati, include lo stemma del Cardinale e il cappello cardinalizio. Le pareti, completamente affrescate, rappresentano paesaggi agresti con rovine, mentre nella parte superiore si alternano figure di guerrieri e femminili, con finte finestre. 

## Presidenza
Dal 2017 il Presidente di Confagricoltura è Massimiliano Giansanti, imprenditore agricolo. Durante il suo mandato, ha promosso una visione moderna e innovativa dell’agricoltura italiana, puntando su sostenibilità, digitalizzazione e internazionalizzazione del comparto.

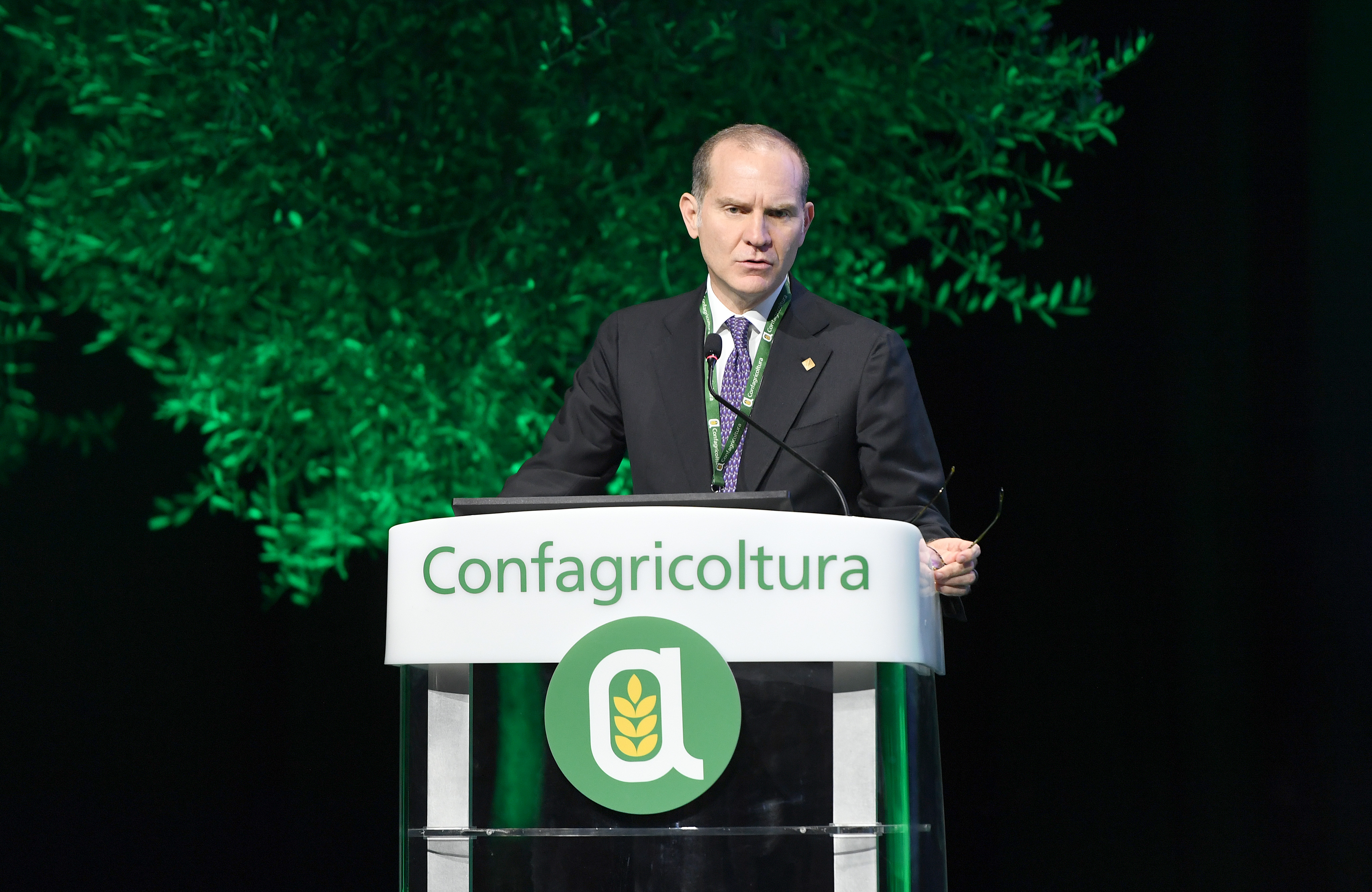
Presidente di Confagricoltura - Giansanti

Da sempre impegnato in attività di rappresentanza e nell’organizzazione di Categoria, Massimiliano Giansanti è stato anche Vicepresidente e componente della Giunta esecutiva di Confagricoltura, Presidente di Confagricoltura Roma e Vicepresidente di Confagricoltura Lazio. 
Sotto la sua guida, l’organizzazione ha rafforzato il proprio ruolo a livello nazionale ed europeo, contribuendo attivamente al dibattito sulle politiche agricole comuni e sulla transizione ecologica.
Nel 2024 Giansanti è stato eletto anche Presidente del COPA, il Comitato delle organizzazioni professionali agricole europee.